# ديلان كلايتون
ديلان كلايتون (بالإنجليزية: Dylan Clayton)‏ هو دراج بريطاني، ولد في 6 يوليو 1974.